# روبرت جاكوب غوردون
روبرت جاكوب غوردون هو مستكشف هولندي، ولد في 29 سبتمبر 1743 في دوسبورخ في هولندا، وتوفي في 25 أكتوبر 1795 في كيب تاون في جنوب أفريقيا.

## وصلات خارجية
- روبرت جاكوب غوردون على موقع الموسوعة البريطانية (الإنجليزية)